# Вульфтен (Гарц)
Вульфтен (нем. Wulften am Harz) — община в Германии, в земле Нижняя Саксония.
Входит в состав района Остероде. Подчиняется управлению Хатторф ам Харц. Население составляет 1944 человека (на 31 декабря 2010 года). Занимает площадь 14,81 км².
| Год  | Население |
| ---- | --------- |
| 1990 | 1984      |
| 1995 | 1942      |
| 2000 | 2020      |
| 2005 | 2078      |
| 2010 | 1963      |